# Filmkreis
Der Filmkreis (offiziell: Studentischer Filmkreis an der Technischen Universität Darmstadt e. V.) ist das seit 1955 bestehende studentische Kino an der TU Darmstadt.

## Geschichte
Ab Juli 1954 führte der AStA der TH Darmstadt Filme unter dem Namen Filmkreis vor. Ziel war es „wirklich gute und künstlerisch wertvolle Filme“ für die Studierendenschaft zugänglich zu machen, da die Darmstädter Kinos keine anspruchsvollen Filme zeigten. Am 11. Januar 1955 wurde der Filmkreis als eigenständiger Verein gegründet und ist damit eines der ältesten Unikinos in Deutschland. In den ersten beiden Jahren wurden hauptsächlich 16 mm Schmalfilme in der Otto-Berndt-Halle gezeigt. Zwischen 1957 und 1970/71 war der Wilhelm-Köhler-Saal die Hauptspielstätte. Sowohl ein 35 mm Normalfilmprojektor, als auch ein Schmalfilmprojektor standen zur Verfügung. Seit 1970/71 werden die Filme im Audimax gespielt. Das Audimax ist mit einem 4K-Digitalprojektor von Sony, zwei 35 mm Projektoren, einem 16 mm Projektor und einem Tonsystem für Digital Cinema 7.1 Sound ausgestattet.

## Programm
Durchschnittlich werden rund 50 Filme im Semester gezeigt. Während der Vorlesungszeit laufen pro Woche zwei Filme im Audimax der TU Darmstadt und ein Film wird im Programmkino Rex gezeigt. Das Programm setzt sich zusammen aus aktuellen abendfüllenden Spielfilmen, Filmklassikern, Dokumentarfilmen und Reihen zu besonderen Themen. Die Programmauswahl, sowie sämtliche Veranstaltungen, werden ehrenamtlich von gut 20 ordentlichen Mitgliedern, zumeist Studierenden, durchgeführt.
In Kooperation mit dem ESOC Ciné-Club zeigt der Filmkreis jeden Monat einen französischen Film in Originalsprache mit deutschen Untertiteln.
Seit dem Wintersemester 2015 wird jährlich der Kurzfilmwettbewerb Filmkreis Shorts veranstaltet. In den Jahren davor, ab 2003, gab es den Kurzfilmabend Jung und Frisch mit anschließender Verleihung eines Publikumspreises.

## Auszeichnungen
Der Filmkreis wurde 2017, 2018, 2019, 2020 sowie 2021 vom Hessischen Kinokulturpreis in der Kategorie nicht gewerbliche Kinos ausgezeichnet.